# Juan Vicente Pérez Mora

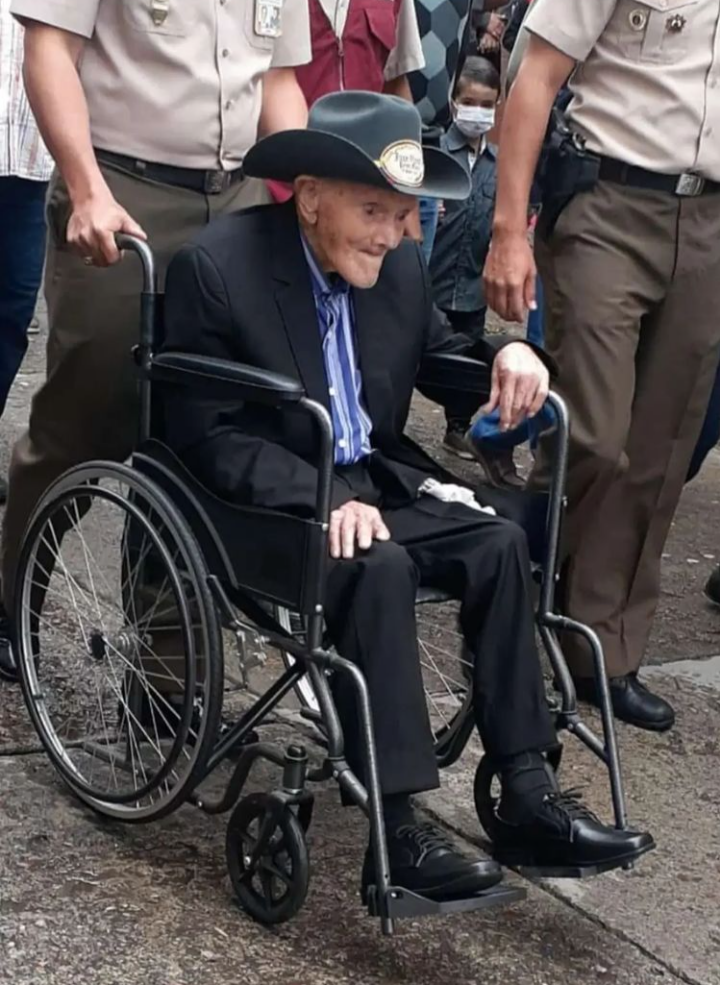

Juan Vicente Pérez Mora (El Cobre, 27 mei 1909 – San Jose de Bolivar, 2 april 2024) was een Venezolaans supereeuweling.
Pérez Mora werd geboren in El Cobre in Venezuela. In 1938 trad hij in het huwelijk met Ediofina. Samen kregen ze elf kinderen. Zijn vrouw overleed in de jaren 90. Op 18 juni 2020 werd hij de oudste inwoner van Venezuela. Met het overlijden van Saturnino de la Fuente Garcia op 18 januari 2022 werd hij de oudst levende man ter wereld.
Pérez Mora overleed op 2 april 2024 op 114-jarige leeftijd.